# Yhoan Andzouana
Yhoan Many Andzouana (ur. 13 grudnia 1996 w Brazzaville) – kongijski piłkarz występujący na pozycji napastnika, zawodnik KSV Roeselare. Reprezentant Konga.

## Życiorys
Posiada także obywatelstwo francuskie.

### Kariera klubowa
W latach 2014–2017 występował w rezerwach monakijskiego klubu AS Monaco FC. W pierwszej drużynie AS Monaco FC zadebiutował 26 kwietnia 2017 na stadionie Parc des Princes (Paryż, Francja) w przegranym 0:5 półfinałowym meczu Pucharu Francji 2016/2017 przeciwko Paris Saint-Germain F.C., grał cały mecz. W latach 2017–2019 grał dla hiszpańskiej drużyny CF Peralada z Segunda División B. W 2019 był zawodnikiem Girona FC.
2 września 2019 podpisał kontrakt z belgijskim klubem KSV Roeselare z Eerste klasse B, umowa do 30 czerwca 2020; bez odstępnego.

### Kariera reprezentacyjna
W reprezentacji Konga zadebiutował 13 listopada 2019 na stadionie Stade Léopold-Sédar-Senghor (Dakar, Senegal) podczas kwalifikacji do Pucharu Narodów Afryki 2021 w przegranym 0:2 meczu przeciwko Senegalowi.

## Sukcesy

### Klubowe
AS Monaco FC
- Zwycięzca Ligue 1: 2016/2017
- Uczestnik półfinału Pucharu Francji: 2016/2017
- Zdobywca drugiego miejsca w Pucharze Ligi Francuskiej: 2016/2017

Girona FC
- Zdobywca Supercopa de Catalunya: 2019